# Mausolée des Hohenlohe-Langenbourg

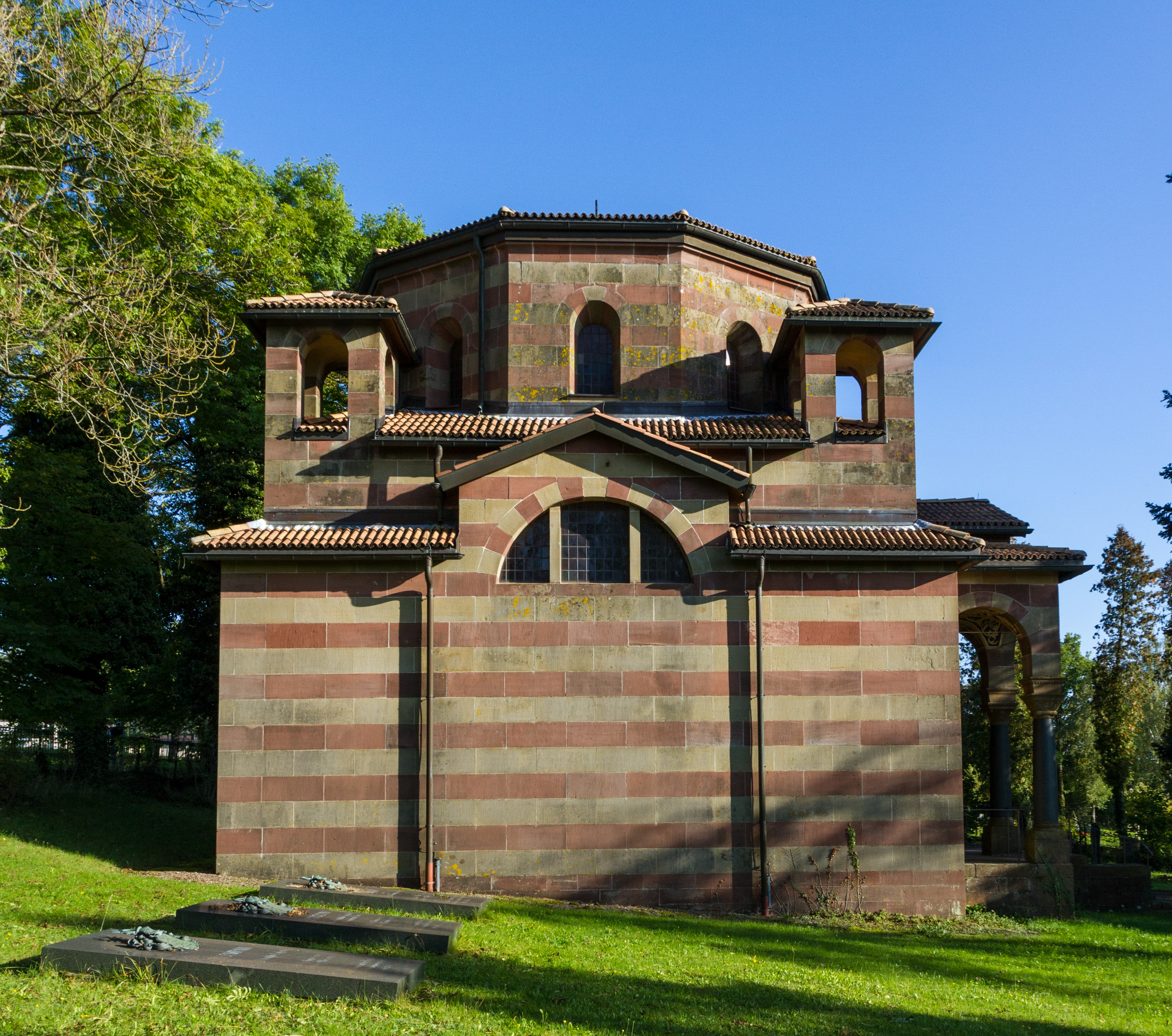
Chapelle du mausolée : vue de côté.

Le mausolée des Hohenlohe-Langenbourg est la nécropole des membres de la maison de Hohenlohe-Langenbourg. Situé dans la petite ville de Langenbourg, en Allemagne, il a été fondé en 1909.
Constitué autour d'une chapelle de style néo-roman, dans les anciens jardins du château de Langenbourg, le « mausolée » abrite une vingtaine de sépultures.

## Liste des personnes inhumées
| N° | Nom | Nom                                                                       | Titulature                          | Parentèle | Commentaires | Illustration |
| -- | --- | ------------------------------------------------------------------------- | ----------------------------------- | --- | ------------ | ------------ |
| 1  |     | Ernest Ier de Hohenlohe-Langenbourg (7 mai 1794 - 12 avril 1860)          | Prince de Hohenlohe-Langenbourg     | Fils de Charles-Louis de Hohenlohe-Langenbourg et d'Amélie-Henriette de Solms-Baruth                           |              |              |
| 2  |     | Léopoldine de Bade (22 février 1837 - 23 décembre 1903)                   | Princesse de Hohenlohe-Langenbourgg | Fille de Guillaume de Bade et d'Élisabeth-Alexandrine de Wurtemberg Épouse de Hermann de Hohenlohe-Langenbourg |              |              |
| 4  |     | Alfred de Hohenlohe-Langenbourg (16 avril 1911 - 18 avril 1911)           | Prince de Hohenlohe-Langenbourg     | Fils d'Ernest II de Hohenlohe-Langenbourg et d'Alexandra de Saxe-Cobourg-Gotha                                 |              |              |
| 5  |     | Hermann de Hohenlohe-Langenbourg (31 août 1832 - 9 mars 1913)             | Prince de Hohenlohe-Langenbourg     | Fils de Ernest Ier de Hohenlohe-Langenbourg et de Théodora de Leiningen                                        |              |              |
| 6  |     | Alexandra de Saxe-Cobourg-Gotha (1er septembre 1878 - 16 avril 1942)      | Princesse de Hohenlohe-Langenbourg  | Fille d'Alfred Ier et de Marie de Russie Épouse d'Ernest II de Hohenlohe-Langenbourg                           |              |              |
| 7  |     | Ernest II de Hohenlohe-Langenbourg (13 septembre 1863 - 11 décembre 1950) | Prince de Hohenlohe-Langenbourg     | Fils de Hermann de Hohenlohe-Langenbourg et de Léopoldine de Bade                                              |              |              |
| 8  |     | Gottfried de Hohenlohe-Langenbourg (24 mars 1897 - 11 mai 1960)           | Prince de Hohenlohe-Langenbourg     | Fils d'Ernest II de Hohenlohe-Langenbourg et d'Alexandra de Saxe-Cobourg-Gotha                                 |              |              |
| 9  |     | Alexandra de Hohenlohe-Langenbourg (2 avril 1901 - 26 octobre 1963)       | Princesse de Hohenlohe-Langenbourg  | Fille d'Ernest II de Hohenlohe-Langenbourg et d'Alexandra de Saxe-Cobourg-Gotha                                |              |              |
| 10 |     | Ruprecht de Hohenlohe-Langenbourg (7 avril 1944 - 8 avril 1978)           | Prince de Hohenlohe-Langenbourg     | Fils de Gottfried de Hohenlohe-Langenbourg et de Marguerite de Grèce                                           |              |              |
| 11 |     | Marguerite de Grèce (18 avril 1905 - 24 avril 1981)                       | Princesse de Hohenlohe-Langenbourg  | Fille d'André de Grèce et d'Alice de Battenberg Épouse de Gottfried de Hohenlohe-Langenbourg                   |              |              |
| 12 |     | Irma de Hohenlohe-Langenbourg (4 juillet 1902 - 8 mars 1986)              | Princesse de Hohenlohe-Langenbourg  | Fille d'Ernest II de Hohenlohe-Langenbourg et d'Alexandra de Saxe-Cobourg-Gotha                                |              |              |
| 13 |     | Albert de Hohenlohe-Langenbourg (7 avril 1944 - 23 avril 1992)            | Prince de Hohenlohe-Langenbourg     | Fils de Gottfried de Hohenlohe-Langenbourg et de Marguerite de Grèce                                           |              |              |
| 14 |     | Béatrice de Hohenlohe-Langenbourg (10 juillet 1936 - 15 novembre 1997)    | Princesse de Hohenlohe-Langenbourg  | Fille de Gottfried de Hohenlohe-Langenbourg et de Marguerite de Grèce                                          |              |              |
| 15 |     | Kraft de Hohenlohe-Langenbourg (25 juin 1935 - 16 mars 2004)              | Prince de Hohenlohe-Langenbourg     | Fils de Gottfried de Hohenlohe-Langenbourg et de Marguerite de Grèce                                           |              |              |
| 16 |     | Georges de Hohenlohe-Langenbourg (24 novembre 1938 - 28 octobre 2021)     | Prince de Hohenlohe-Langenbourg     | Fils de Gottfried de Hohenlohe-Langenbourg et de Marguerite de Grèce                                           |              |              |